# Aaron Boupendza
Aaron Salem Boupendza Pozzi (Moanda, 7 agosto 1996 – Hangzhou, 16 aprile 2025) è stato un calciatore gabonese, di ruolo attaccante.

## Morte
Il 16 aprile 2025 è deceduto dopo essere precipitato dall'undicesimo piano del condominio in cui risiedeva a Hangzhou, in Cina. Successivamente, la Federazione calcistica del Gabon ha confermato il decesso di Aaron Boupendza. Il presidente del Gabon Brice Clotaire Oligui Nguema gli ha reso omaggio poco dopo la sua morte. La polizia cinese, intervenuta sul posto, ha escluso qualsiasi intervento esterno o segni di violenza e la causa della morte è stata ufficialmente dichiarata suicidio. Il giocatore avrebbe sofferto di problemi psichici e di dipendenza da sostanze psicotrope. Alcune ore dopo la sua morte la sua squadra, lo Zhejiang FC , ha disputato un incontro di campionato, suscitando lo sdegno dei tifosi.  

## Carriera

### Club
Cresciuto nelle giovanili del Mounana, nel 2016 fu acquistato dal Bordeaux - grazie al partnerariato con il suo club e dopo un provino fallito al Tours - che lo aggregò alla seconda squadra. Dopo diversi prestiti, nel 2020 venne lasciato andare all'Hatayspor: al suo primo anno in Turchia segnò 22 gol in 36 partite laureandosi capocannoniere della Süper Lig 2020-2021. Verrà accostato alla Fiorentina successivamente alla prolifica stagione in Süper Lig e l'Hatayspor chiederà 10 milioni per il suo cartellino ma si tratterà solo di un rumor.
Il 13 giugno 2023 venne acquistato dall'FC Cincinnati. Dopo la parentesi in MLS durata due stagioni, il 13 settembre 2024 si è svincolato dal club americano per accasarsi al Rapid Bucarest, squadra con la quale ha giocato fino a metà stagione per poi venire acquistato dai cinesi dello Zhejiang Professional nel gennaio del 2025. Iniziò la stagione in Super League con una buona media realizzata: nelle prime sei giornate realizzò quattro reti e fornì due assist.

### Nazionale
Esordì con la nazionale gabonese il 10 gennaio 2016 in un'amichevole pareggiata 1-1 contro l'Uganda; in seguito venne convocato per la Coppa d'Africa 2021.
É il 9° marcatore nella storia della Nazionale Gabonese,refertando 5 goal in 29 Match.

## Statistiche

### Presenze e reti nei club
Statistiche aggiornate al 2 giugno 2024.
| Stagione             | Squadra              | Campionato           | Campionato | Campionato | Coppe nazionali | Coppe nazionali | Coppe nazionali | Coppe continentali | Coppe continentali | Coppe continentali | Altre coppe | Altre coppe | Altre coppe | Totale | Totale | Totale |
| Stagione             | Squadra              | Comp                 | Pres       | Reti       | Comp            | Pres            | Reti            | Comp               | Pres               | Reti               | Comp        | Pres        | Reti        | Pres   | Reti   |        |
| -------------------- | -------------------- | -------------------- | ---------- | ---------- | --------------- | --------------- | --------------- | ------------------ | ------------------ | ------------------ | ----------- | ----------- | ----------- | ------ | ------ | ------ |
| 2016-2017            | Bordeaux 2           | NAT                  | 20         | 8          |                 | -               | -               |                    | -                  | -                  |             | -           | -           | 20     | 8      |        |
| 2017-2018            | Pau                  | NAT                  | 22         | 13         |                 | -               | -               |                    | -                  | -                  |             | -           | -           | 22     | 13     |        |
| 2018-gen.2019        | Gazélec Ajaccio      | L2                   | 10         | 0          | CF+CdL          | 0+1             | 0+0             |                    | -                  | -                  |             | -           | -           | 11     | 0      |        |
| Gen.-giu.2019        | Tours                | NAT                  | 13         | 3          | CF+CdL          | 1+0             | 1+0             |                    | -                  | -                  |             | -           | -           | 14     | 4      |        |
| 2019-2020            | Feirense             | SL                   | 9          | 0          | TP+CdL          | 2+1             | 0+0             |                    | -                  | -                  |             | -           | -           | 12     | 0      |        |
| 2020-2021            | Hatayspor            | SL                   | 36         | 22         | TK              | 1               | 0               |                    | -                  | -                  |             | -           | -           | 37     | 22     |        |
| 2021-2022            | Al-Arabi             | QSL                  | 16         | 8          | QSC+EQC         | 3+1             | 1+0             |                    | -                  | -                  | CPC         | 4           | 3           | 24     | 12     |        |
| ago. 2022            | Al-Arabi             | QSL                  | 1          | 0          | QSL+EQC         | 0+0             | 0+0             |                    | -                  | -                  |             | -           | -           | 1      | 0      |        |
| Totale Al Arabi      | Totale Al Arabi      | Totale Al Arabi      | 17         | 8          |                 | 4               | 1               |                    | -                  | -                  |             | 4           | 3           | 25     | 12     |        |
| 2022-2023            | Al-Shabab            | SPL                  | 17         | 11         | KC              | 0               | 0               |                    | -                  | -                  |             | -           | -           | 17     | 11     |        |
| 2023                 | FC Cincinnati        | MLS                  | 14         | 6          | USOC            | 1               | 0               |                    | -                  | -                  | LC          | 3           | 0           | 18     | 6      |        |
| 2024                 | FC Cincinnati        | MLS                  | 14         | 2          |                 |                 |                 | CCC                | 3                  | 1                  | -           | -           | -           | 17     | 3      |        |
| Totale FC Cincinnati | Totale FC Cincinnati | Totale FC Cincinnati | 28         | 8          |                 | 1               | 0               |                    | 3                  | 1                  |             | 3           | 0           | 35     | 9      |        |
| 2024- gen. 2025      | Rapid Bucarest       | L1                   | 9          | 3          | CR              | 2               | 2               | -                  | -                  | -                  | -           | -           | -           | 11     | 5      |        |
| feb.-apr. 2025       | Zhejiang Zhiye       | SL                   | 6          | 4          |                 | -               | -               | -                  | -                  | -                  | -           | -           | -           | 6      | 4      |        |
| Totale carriera      | Totale carriera      | Totale carriera      | 187        | 80         |                 | 13              | 5               |                    | 3                  | 1                  |             | 7           | 3           | 210    | 89     |        |

### Cronologia presenze e reti in nazionale
| Cronologia completa delle presenze e delle reti in nazionale ― Gabon | Cronologia completa delle presenze e delle reti in nazionale ― Gabon | Cronologia completa delle presenze e delle reti in nazionale ― Gabon | Cronologia completa delle presenze e delle reti in nazionale ― Gabon | Cronologia completa delle presenze e delle reti in nazionale ― Gabon | Cronologia completa delle presenze e delle reti in nazionale ― Gabon | Cronologia completa delle presenze e delle reti in nazionale ― Gabon | Cronologia completa delle presenze e delle reti in nazionale ― Gabon |
| Data                                                                 | Città                                                                | In casa                                                              | Risultato                                                            | Ospiti                                                               | Competizione                                                         | Reti                                                                 | Note                                                                 |
| -------------------------------------------------------------------- | -------------------------------------------------------------------- | -------------------------------------------------------------------- | -------------------------------------------------------------------- | -------------------------------------------------------------------- | -------------------------------------------------------------------- | -------------------------------------------------------------------- | -------------------------------------------------------------------- |
| 10-1-2016                                                            | Njeru                                                                | Uganda                                                               | 1 – 1                                                                | Gabon                                                                | Amichevole                                                           | -                                                                    | 46’                                                                  |
| 16-1-2016                                                            | Kigali                                                               | Gabon                                                                | 0 – 0                                                                | Marocco                                                              | TCDN 2016                                                            | -                                                                    | 71’                                                                  |
| 20-1-2016                                                            | Kigali                                                               | Ruanda                                                               | 2 – 1                                                                | Gabon                                                                | TCDN 2016                                                            | 1                                                                    |                                                                      |
| 24-1-2016                                                            | Butare                                                               | Costa d'Avorio                                                       | 4 – 1                                                                | Gabon                                                                | TCDN 2016                                                            | -                                                                    | 46’                                                                  |
| 4-6-2017                                                             | Libreville                                                           | Gabon                                                                | 0 – 0                                                                | Zambia                                                               | Amichevole                                                           | -                                                                    | 67’ 71’                                                              |
| 10-6-2017                                                            | Bamako                                                               | Mali                                                                 | 2 – 1                                                                | Gabon                                                                | Qual. Coppa d'Africa 2019                                            | -                                                                    | 84’                                                                  |
| 2-9-2017                                                             | Libreville                                                           | Gabon                                                                | 0 – 3                                                                | Costa d'Avorio                                                       | Qual. Mondiali 2018                                                  | -                                                                    | 86’                                                                  |
| 10-10-2017                                                           | Salon-de-Provence                                                    | Gabon                                                                | 0 – 1                                                                | Benin                                                                | Amichevole                                                           | -                                                                    |                                                                      |
| 11-11-2017                                                           | Franceville                                                          | Gabon                                                                | 0 – 0                                                                | Mali                                                                 | Qual. Mondiali 2018                                                  | -                                                                    | 54’                                                                  |
| 14-11-2017                                                           | Franceville                                                          | Gabon                                                                | 0 – 0                                                                | Botswana                                                             | Amichevole                                                           | -                                                                    | 46’                                                                  |
| 15-10-2019                                                           | Tangeri                                                              | Marocco                                                              | 2 – 3                                                                | Gabon                                                                | Amichevole                                                           | 1                                                                    | 51’                                                                  |
| 14-11-2019                                                           | Kinshasa                                                             | RD del Congo                                                         | 0 – 0                                                                | Gabon                                                                | Qual. Coppa d'Africa 2021                                            | -                                                                    | 65’                                                                  |
| 17-11-2019                                                           | Libreville                                                           | Gabon                                                                | 2 – 1                                                                | Angola                                                               | Qual. Coppa d'Africa 2021                                            | 1                                                                    | 52’                                                                  |
| 11-10-2020                                                           | Lisbona                                                              | Gabon                                                                | 0 – 2                                                                | Benin                                                                | Amichevole                                                           | -                                                                    | 55’                                                                  |
| 12-11-2020                                                           | Libreville                                                           | Gabon                                                                | 2 – 1                                                                | Gambia                                                               | Qual. Coppa d'Africa 2021                                            | -                                                                    | 54’ 72’                                                              |
| 16-11-2020                                                           | Bakau                                                                | Gambia                                                               | 2 – 1                                                                | Gabon                                                                | Qual. Coppa d'Africa 2021                                            | -                                                                    | 69’                                                                  |
| 25-3-2021                                                            | Libreville                                                           | Gabon                                                                | 3 – 0                                                                | RD del Congo                                                         | Qual. Coppa d'Africa 2021                                            | 1                                                                    | 89’                                                                  |
| 1-9-2021                                                             | Bengasi                                                              | Libia                                                                | 2 – 1                                                                | Gabon                                                                | Qual. Mondiali 2022                                                  | -                                                                    | 55’                                                                  |
| 5-9-2021                                                             | Franceville                                                          | Gabon                                                                | 1 – 1                                                                | Egitto                                                               | Qual. Mondiali 2022                                                  | -                                                                    | 81’                                                                  |
| 8-10-2021                                                            | Luanda                                                               | Angola                                                               | 3 – 1                                                                | Gabon                                                                | Qual. Mondiali 2022                                                  | -                                                                    | 66’                                                                  |
| 11-10-2021                                                           | Franceville                                                          | Gabon                                                                | 2 – 0                                                                | Angola                                                               | Qual. Mondiali 2022                                                  | -                                                                    | 46’                                                                  |
| 12-11-2021                                                           | Franceville                                                          | Gabon                                                                | 1 – 0                                                                | Libia                                                                | Qual. Mondiali 2022                                                  | -                                                                    | 83’                                                                  |
| 16-11-2021                                                           | Alessandria d'Egitto                                                 | Egitto                                                               | 2 – 1                                                                | Gabon                                                                | Qual. Mondiali 2022                                                  | -                                                                    | 73’                                                                  |
| 10-1-2022                                                            | Yaoundé                                                              | Gabon                                                                | 1 – 0                                                                | Comore                                                               | Coppa d'Africa 2021 - 1º turno                                       | 1                                                                    | 78’                                                                  |
| 14-1-2022                                                            | Yaoundé                                                              | Gabon                                                                | 1 – 1                                                                | Ghana                                                                | Coppa d'Africa 2021 - 1º turno                                       | -                                                                    |                                                                      |
| 18-1-2022                                                            | Yaoundé                                                              | Gabon                                                                | 2 – 2                                                                | Marocco                                                              | Coppa d'Africa 2021 - 1º turno                                       | -                                                                    | 45+1’ 90+1’                                                          |
| 23-1-2022                                                            | Limbe                                                                | Burkina Faso                                                         | 1 – 1 dts (7 - 6 dtr)                                                | Gabon                                                                | Coppa d'Africa 2021 - Ottavi di finale                               | -                                                                    | 18’                                                                  |
| 8-6-2022                                                             | Franceville                                                          | Gabon                                                                | 0 – 0                                                                | Mauritania                                                           | Qual. Coppa d'Africa 2023                                            | -                                                                    |                                                                      |
| 17-11-2022                                                           | Adalia                                                               | Gabon                                                                | 3 – 1                                                                | Guinea-Bissau                                                        | Amichevole                                                           | 2                                                                    |                                                                      |
| 20-11-2022                                                           | Adalia                                                               | Gabon                                                                | 3 – 1                                                                | Niger                                                                | Amichevole                                                           | -                                                                    |                                                                      |
| 23-3-2023                                                            | Franceville                                                          | Gabon                                                                | 1 – 0                                                                | Sudan                                                                | Qual. Coppa d'Africa 2023                                            | -                                                                    | 78’                                                                  |
| 27-3-2023                                                            | Omdurman                                                             | Sudan                                                                | 1 – 0                                                                | Gabon                                                                | Qual. Coppa d'Africa 2023                                            | -                                                                    |                                                                      |
| 9-9-2023                                                             | Nouakchott                                                           | Mauritania                                                           | 2 – 1                                                                | Gabon                                                                | Qual. Coppa d'Africa 2023                                            | -                                                                    | 71’                                                                  |
| 17-10-2023                                                           | São João da Venda                                                    | Guinea                                                               | 1 – 1                                                                | Gabon                                                                | Amichevole                                                           | 1                                                                    | Ammonizione                                                          |
| Totale                                                               |                                                                      | Presenze                                                             | 34                                                                   |                                                                      | Reti                                                                 | 8                                                                    |                                                                      |

## Palmarès

### Club
- MLS Supporters' Shield: 1

FC Cincinnati: 2023

### Individuale
- Capocannoniere della Süper Lig: 1

2020-2021 (22 gol)